# Voivodeni
Voivodeni (węg. Vajdaszentivány) – wieś w Rumunii, w okręgu Marusza, w gminie Voivodeni. W 2011 roku liczyła 1548 mieszkańców.